# Константин Философ
Константи́н Фило́соф (болг. Константин Костенечки) — болгарский книжник, ученик Евфимия Тырновского, представитель Тырновской книжной школы, прозванный Костенецким (Костенчским), по имени его родного города — Костенец. По словам Йордана Иванова, его родным городом является Кюстендил (Вельбуждский деспотат), а фамилия происходит от «земли Константина Драгаша».

## Биография
После взятия Тырнова турками (1393), Константин проходил обучение в Бачковском монастыре, возможно, готовясь принять монашеский постриг. Однако около 1410 в связи с острой политической ситуацией в Болгарии переселился в Сербию, где деспот Стефан поручил ему составить для переписчиков грамматическое руководство («Сказание изъявлено о писменех»), которое дошло до нашего времени в двух редакциях — краткой (напечатана в «Статьях, касающихся древнего слав. яз.» В. И. Григоровича, Каз. 1852) и пространной (отрывки напеч. Даничичем в «Starine», I).
В 1431 году, то есть через 4 года после смерти деспота Стефана, Константин по поручению сербского патриарха Никона написал замечательное житие Стефана Лазаревича, которое включает в себя и общий очерк сербской истории.

## Переводные произведения
Согласно указанию самого Константина в заключительной главе «Жития Стефана Лазаревича», одной из главных его обязанностей при дворе сербского деспота была переводческая деятельность. До нас дошло несколько текстов, перевод которых Константином Костенецким не вызывает сомнений:
- Толкования Феодорита Кирского на «Песнь Песней».
- «Смотрение вселенной» — перевод византийского итинерария VI века[4].
- «Описание святых мест» — рассказ о святынях Иерусалима и окрестностей города[5].